# 武俠世界
《武俠世界》是武俠世界出版社的武俠小說雜誌，由新報創辦人羅斌於1959年4月1日創辦，環球／武林出版社出版，《武俠世界》為週刊，逢星期一出版。雜誌除發行香港、澳門和台灣以外還遍及亞太歐美等國。2002年羅斌出售香港旗下業務，由當時雜誌主編沈西城接手營運。

## 歷史
1950年代武俠出事業版蓬勃發展，三大武俠雜誌先後登場。新報創辦人羅斌於1959年4月1日推出《武俠世界》，首期連載蹄風的《鐵掌雄風》和金鋒的《虎俠擒龍》；明報創辦人金庸則於1960年1月11日推出《武俠與歷史》，首期連載金庸自己大作《飛狐外傳》；一時瑜亮，鬥得難分難解。其後《姊妹》雜誌於1970年1月25日出版《武俠春秋》，首期連載古龍的《蕭十一郎》。至此三雄鼎立，各自精彩。
武俠作家的作品先在《武俠世界》雜誌上連載，然後結集出版單行本。不少武俠名家石沖、蹄風、張夢還、金童（臥龍生）、倪匡、黃易都在雜誌上刊載過小說
《武俠世界》高峰時期銷售量為20,000本，但因應電子傳媒的普及，紙媒漸漸失去市場，現在銷售量維持2,000本。
2019年1月15日起《武俠世界》宣佈停刊，網絡潮流衝擊，該刊編輯部決定停刊紙本，並表示會研究出版網媒的可能性，希望日後可在網上刊登目前尚未刊完的小說。